# 水原白氏
水原白氏（韓語：수원 백씨），朝鮮氏族之一，本貫是京畿道水原市。在2015年調査有354428人。
始祖是公元780年渡来新羅定居，就任公職的蘇州人白宇經。